# Електронний освітній ресурс
Електро́нний осві́тній (навчальний) ресу́рс (ЕОР) (англ. Digital learning objects; DLO) — навчальні, наукові, інформаційні, довідкові матеріали та засоби, розроблені в електронній формі й представлені на носіях будь-якого типу або розміщені у комп'ютерних мережах, які відтворюються за допомогою електронних цифрових технічних засобів і необхідні для ефективної організації навчально-виховного процесу, в частині, що стосується його наповнення якісними навчально-методичними матеріалами.
ЕОР є важливим інструментом навчально-виховного процесу, має навчально-методичне призначення та використовується для забезпечення навчальної діяльності вихованців, учнів, студентів і вважається одним з головних елементів інформаційно-освітнього середовища.
Метою створення ЕОР є змістове наповнення освітнього простору, забезпечення рівного доступу учасників навчально-виховного процесу до якісних навчальних та методичних матеріалів незалежно від місця їх проживання та форми навчання, створених на основі інформаційно-комунікаційних технологій.

## Основні види та функціональна класифікація ЕОР

### Основні види ЕОР
- електронні документи у вигляді електронних навчальних видань до яких належать:
  - електронний словник — електронне довідкове видання упорядкованого переліку мовних одиниць (слів, словосполучень, фраз, термінів, імен, знаків), доповнених відповідними довідковими даними;
  - електронний довідник — електронне довідкове видання прикладного характеру, в якому назви статей розташовані за абеткою або в систематичному порядку;
  - електронний навчальний посібник — навчальне електронне видання, використання якого доповнює або частково замінює підручник;
  - електронний підручник — електронне навчальне видання із систематизованим викладом навчального матеріалу, що відповідає освітній програмі, містить цифрові об’єкти різних форматів та забезпечує інтерактивну взаємодію[1];
  - електронні методичні матеріали — електронне навчальне або виробничо-практичне видання роз'яснень з певної теми, розділу або питання навчальної дисципліни з викладом методики виконання окремих завдань, певного виду робіт;

- інформаційні системи у вигляді:
  - депозитарію електронних ресурсів, що забезпечує зосередження в одному місці сучасних ЕОР з можливістю надання доступу до них через технічні засоби, у тому числі в інформаційних мережах (як локальних, так і глобальних);
  - курсу дистанційного навчання, який є достатньою для навчання окремим навчальним дисциплінам за допомогою опосередкованої взаємодії віддалених один від одного учасників навчального процесу у спеціалізованому середовищі, яке функціонує на базі сучасних психолого-педагогічних та інформаційно-комунікаційних технологій;
  - електронного лабораторного практикуму, що є інтерактивною демонстраційною моделлю природних і штучних об'єктів, процесів та їх властивостей із застосуванням засобів комп'ютерної візуалізації.
- електронні дидактичні демонстраційні матеріали — електронні матеріали (презентації, схеми, відео- й аудіозаписи тощо), призначені для супроводу навчально-виховного процесу;
- комп'ютерний тест — стандартизовані завдання, представлені в електронній формі, призначені для вхідного, проміжного і підсумкового контролю рівня навчальних досягнень, а також самоконтролю та/або такі, що забезпечують вимірювання психофізіологічних і особистісних характеристик випробовуваного, обробка результатів яких здійснюється за допомогою відповідних програм.
- електронний освітній ігровий ресурс – різновид електронного освітнього ресурсу навчального призначення, що поєднує пізнавальну та розвивальну функції, містить цілісний теоретичний матеріал та компетентнісні завдання з навчального предмета, подані в ігровій формі.[2]

### Функціональна класифікація ЕОР
За функціональною ознакою, що визначає значення і місце ЕОР в навчальному процесі, їх можна класифікувати як:
- навчально-методичні ЕОР (навчальні плани, робочі програми навчальних дисциплін, розроблені відповідно до навчальних планів);
- методичні ЕОР (методичні вказівки, методичні посібники, методичні рекомендації для вивчення окремого курсу та керівництва з виконання проектних робіт, тематичні плани);
- навчальні ЕОР (електронні підручники та навчальні посібники);
- допоміжні ЕОР (збірники документів і матеріалів, довідники, покажчики наукової та навчальної літератури, наукові публікації педагогів, матеріали конференцій, електронні довідники, словники, енциклопедії);
- контролюючі ЕОР (тестуючі програми, банки контрольних питань і завдань з навчальних дисциплін та інші ЕОР, що забезпечують контроль якості знань).

## Загальні вимоги до ЕОР та інструментальні засоби для розроблення ЕОР
До ЕОР ставляться наступні вимоги:
- відповідність програмі з навчального предмета, для вивчення якого розроблено ЕОР;
- наявність відповідних методичних рекомендацій щодо використання ЕОР у професійній діяльності вчителя/викладача;
- дотримання чинних санітарних норм та ергономічних, програмно-технічних вимог до ЕОР;
- дотримання законодавства України щодо захисту авторських прав.

ЕОР не потребують обов'язкового дублювання у паперовому варіанті.
При розробленні ЕОР можуть використовуватись довільні інструментальні програмно-технічні та апаратні засоби за умов дотримання вимог щодо створення і використання об'єктів авторського права і суміжних прав.
Зберігання, поширення, забезпечення доступу до ЕОР та їх описів здійснюється за допомогою їх тиражування на фізичних носіях інформації, а також шляхом їх розміщення в електронних депозитаріях, які надають вільний (у технічному та правовому відношенні) доступ до ЕОР усім учасникам навчально-виховного процесу, а також на інших локальних і мережевих інформаційних ресурсах.